# Johannes Stensletten
Johannes Stensletten (15 dicembre 1912 – 21 settembre 1981) è stato un calciatore norvegese, di ruolo attaccante.

## Carriera

### Club
Stensletten giocò con la maglia del Vard Haugesund.

### Nazionale
Conta una presenza per la Norvegia. Il 3 settembre 1939, infatti, fu schierato in campo nella sfida vinta per 1-2 contro la Finlandia.